# Pulicaria minor
Pulicaria minor là một loài thực vật có hoa trong họ Cúc. Loài này được Druce miêu tả khoa học đầu tiên.